# 蔡寬裕
蔡寬裕（1933年2月5日—2024年9月5日），台灣台北市人，為臺灣白色恐怖時期政治受難者，出獄後擔任過「臺灣戒嚴時期政治受難者關懷協會」理事長、榮譽理事長，並致力於推動轉型正義。

## 姓氏
蔡寬裕曾因繼母再婚後隨養父改姓莊，後來出獄後因繼母生前交代，認為自從蔡寬裕改姓莊之後，面臨被抓入獄即使期滿還無法出獄。繼母認為可能是因為她把唯一隨生父姓蔡的兒子改姓，惹得祖宗不高興，因此出獄後蔡寬裕又恢復本姓蔡。

## 生平

### 早年
蔡寬裕於1933年出生於台北大稻埕，父親蔡水金是商人，做過開採煤礦的生意，母親楊招治則是知名歌仔戲演員，藝名賽月金。1937年，臺灣總督府實施皇民化運動禁止歌仔戲演出，楊招治便想離開台灣到廈門發展，因此和蔡水金離婚。後來蔡水金和楊桃再婚，蔡水金過世後，蔡寬裕和姊姊搬到台中由繼母楊桃撫養，楊桃則與中醫師莊仁義再婚。
1947年，二二八事件爆發，蔡寬裕就讀臺中商業職業學校初中部二年級，當時台中地方人士組成二七部隊維持本地治安，蔡寬裕便參與當地女學生組成的伙食團，一起捏飯糰供應前線民兵，也曾趁著扛飯糰及手榴彈的機會，爬上卡車隨部隊到戰場觀戰。等到國民黨進行清鄉時，蔡寬裕眼見軍隊未經司法程序，便進行無差別鎮壓殺戮民眾，反國民黨的思想從此萌芽。1953年蔡寬裕從臺中商業職業學校畢業，進入東吳大學經濟系就讀，放假回台中，蔡寬裕常到劇作家張深切開的聖林咖啡廳聽藝文界人士發表言論，開啟了蔡寬裕的台灣意識。

### 第一次受難
1957年發生劉自然事件，蔡寬裕在東吳大學在報紙看到此事，跟同學提到因中美共同防禦條約，美軍在台灣犯刑事案享有治外法權，是一種喪權辱國的不平等條約。然而此段話卻被職業學生聽到，報告給情治單位，蔡寬裕於6月1日深夜，以煽動同學罷課為由被調查局逮捕，後來又被移送警總軍法處，最後被判保護管束處分，並限制住居在台中，每個禮拜還要寫生活報告。

### 投入教育工作
大學畢業後，蔡寬裕回母校台中商業職業學校擔任教職，並與朋友合開補習班。1959年，教育廳公布獎勵教員進修辦法，蔡寬裕因為想了解廖文毅組織的台灣共和國臨時政府，便申請留職停薪，到東京教育大學進修:36-37，並結識台灣共和國臨時政府的成員簡文介，並在簡文介引薦下與廖文毅見面:40-41。
1960年從日本回國後，蔡寬裕開始思考如何在台灣發展台獨運動，便打算透過辦學校培養具台灣意識的學生:45-46。正好此時新生商業職業補習學校創辦人兼校長李樹遠將校地賣予國民黨臺灣省黨部，卻被指控盜賣校產，李樹遠便搬家去臺北，並將校務交給蔡寬裕處理，蔡寬裕便辭去台中商校教職，擔任代理校長:46-47。蔡寬裕接手後，便將原本的補習學校改組為職業學校，並重組第二屆董事會:54-55。

### 第二次受難
1962年5月，蔡寬裕小學同學李森榮書寫「獻身解放臺灣民族獨立運動」的紙條而被逮捕，李森榮在偵訊時說資料由蔡寬裕提供，而讓蔡寬裕被逮捕。調查局在偵訊時，刑求蔡寬裕要他供出李樹遠與張深切也有關聯，但蔡寬裕始終不肯屈服，更曾經被狠狠一踹，造成脊椎裂傷變形，往後多年仍疼痛難耐。1963年9月蔡寬裕被指控陰謀以非法之方法顛覆政府，判刑10年，並於1964年3月移送泰源監獄。
1970年發生泰源事件，當時蔡寬裕擔任醫務所外役犯，也和事件核心人物鄭金河、江炳興有所討論策畫，但蔡寬裕認為泰源地理位置太偏僻，一旦消息被封鎖，將無法達到原本宣傳台獨的目標，因此不是很贊同此項起事:103-104。事件結束後，蔡寬裕因與泰源事件人物有密切關係，故於1972年5月刑滿未獲釋放，改移送綠島綠洲山莊留訓，至1975年才出獄。

### 經營企業
出獄後蔡寬裕得知原本經營的新生商業職業學校，因未辦理財團法人登記，被勒令停止招生，校地也被政府徵收。蔡寬裕便改與親友合資開設工廠，專門生產製作鞋底EVA發泡塑膠材料，不過經營後發現有技術門檻問題，產品品質並不好，加上被鞋廠倒帳，蔡寬裕決定再開新廠生產鞋子，自產自銷。但是工廠運作到1979年時，跟香港業者合作卻又被惡意倒帳，蔡寬裕反而無法償還買廠房設備的貸款，加上稅務問題被刁難，讓蔡寬裕決定結束工廠營業。蔡寬裕先將其中一間工廠處分賣掉，只保留土地較值錢的另一間工廠，並出租給別人，但1986年工廠卻失火燒毀了:172-175。
1987年，蔡寬裕接手由其弟弟和姪子顏世雄合開的貿易公司，本來主要是出口紡織品以及哈雷機車零件到美國，蔡寬裕接手後開拓代理日本公司的業務:176-177。不過因蔡寬裕英語能力並不好，美國的業務開始萎縮，加上因政治因素未能配合日商要求到深圳開事務所的要求，公司最後還是結束營業:176-177。

### 推動轉型正義
解嚴後蔡寬裕也開始積極推動轉型正義的工作，2006年蔡寬裕擔任臺灣戒嚴時期政治受難者關懷協會秘書長，後來也連任兩屆秘書長職務，並於2012年擔任臺灣戒嚴時期政治受難者關懷協會第七屆理事長，2014年則獲任榮譽理事長:308-309。
2009年行政院文化建設委員會將臺灣人權景美園區更名為景美文化園區，打算比照華山文創園區讓藝文團體進駐表演，但蔡寬裕表示此處為人權博物館的性質，不適合作藝文表演 :225，與吳乃德為首的學者聯合寫信向當時總統馬英九抗議，才又更名為景美人權文化園區:215-216。後來2011年國家人權博物館籌備會議召開，蔡寬裕便提議綠島和景美2個不義遺址的定位，成立以政治人權為中心的博物館，並獲採納:202-203。蔡寬裕也以其自身的人脈，協助當時的國家人權博物館籌備主任王逸群，結識政治受難者:219。2018年國家人權博物館正式成立，蔡寬裕也在景美人權園區擔任解說志工。 
2016年因蔡英文宣示轉型正義為其重要政見，一些民進黨立委開始運作修改《國家安全法》第9條，經軍事審判確定者不得上訴的規定，但以蔡寬裕為首的政治受難者希望能以《促進轉型正義條例》平反案件，並將立法重點放在損害賠償和沒收財產返還:239-241。為了讓促進轉型正義條例順利通過，蔡寬裕親自拜訪朝野各立法院黨團爭取支持，2017年12月5日蔡寬裕更是到蘇嘉全的立法院辦公室觀看表決過程的直播:243-244，而蔡寬裕自己的案件於2019年5月30日由促轉會公告除罪。

### 演出MV
2022年，蔡寬裕受樂團拍謝少年邀請，參與歌曲〈出巡〉MV的演出
。

### 過世
2024年9月5日蔡寬裕過世，11月9日國家人權博物館在白色恐怖景美紀念園區舉行「焠志求真－蔡寬裕先生紀念會」，並由行政院副院長鄭麗君代表總統賴清德頒發褒揚令。